# Laguépie
Laguépie – miejscowość i gmina we Francji, w regionie Oksytania, w departamencie Tarn i Garonna. Gmina położona jest nad rzeką Aveyron, w miejscu, w którym uchodzi do niej Viaur. 
Według danych na rok 1990 gminę zamieszkiwało 787 osób, a gęstość zaludnienia wynosiła 53 osób/km² (wśród 3020 gmin regionu Midi-Pireneje Laguépie plasuje się na 419. miejscu pod względem liczby ludności, natomiast pod względem powierzchni na miejscu 776.).